# اجنالا، هند
اجنالا، هند (به انگلیسی: Ajnala, India) یک منطقهٔ مسکونی در هند است که در پنجاب (هند) واقع شده‌است.

## خصوصیات
اجنالا ۱۸٬۶۰۲ نفر جمعیت دارد و ۲۱۳ متر بالاتر از سطح دریا واقع شده‌است.